# Plâtres Lambert
Pour les articles homonymes, voir Lambert.
Plâtres Lambert était une entreprise française productrice de plâtre et de matériaux dérivés. Elle fut filiale de la Société Lambert Frères & Cie puis de British Plaster Board avant d'être intégrée à Placoplatre. Elle exploitait, notamment, deux importantes carrières de gypse à ciel ouvert situées à Cormeilles-en-Parisis (Val-d'Oise) à une vingtaine de kilomètres au nord-ouest de Paris, et à Vaujours (Seine-Saint-Denis) à une trentaine de kilomètres au nord-est de Paris, et les plâtrières et fabrications de carreaux de plâtre associées à ces usines.

## Histoire
L'exploitation de la carrière de Cormeilles-en-Parisis a commencé au début des années 1830 à l'initiative d'un couple de cultivateurs, Pierre Étienne Lambert (1784-1836) et son épouse Marie Louise Sophie Warnet (1789-1864) qui achètent un premier terrain de 461 m2 en 1832 après avoir obtenu l'autorisation du préfet de Seine-et-Oise de construire un four à plâtre en 1830. L'activité plâtrière se développe avec la deuxième génération, Charles Jules Lambert (1814-1869) et son épouse Louise Claire Bast (1823-1903). Reprenant l'exploitation d'une surface de 25 ares en 1843, ils vont en l'espace de 25 ans multiplier par douze la superficie et par quatre la valeur de l’exploitation. Ils apportent un début de mécanisation avec un broyeur à plâtre et un chemin de fer aérien dans la carrière. À partir de 1882, l'exploitation de la carrière de Cormeilles et la fabrication du plâtre sont industrialisées sous l'influence de Jules Hilaire Lambert (1846-1928), la troisième génération, et les fabrications se diversifient : plâtre, chaux, ciment et briques. En 1902 est fondée la société Lambert et ses Fils entre Hilaire Lambert et ses trois fils : Charles (1876-1964), Léon (1877-1952) et Fernand Lambert (1879-1972).
Cette société se transforme en 1908 pour devenir la société Lambert Frères & Cie dont les trois frères Lambert deviennent les seuls dirigeants en 1913. Pendant la Première Guerre mondiale, l'usine de Cormeilles participe à l'effort de guerre. En 1921, la société modifie sa structure juridique pour s’ouvrir à des actionnaires extérieurs. L'entreprise se diversifie géographiquement avec plusieurs sites de productions en région parisienne ainsi que dans l'Aisne et en Saône-et-Loire. La plâtrière de Vaujours (Seine-Saint-Denis) est inaugurée en 1923. Dans les années 1920, l’installation de nouveaux fours à plâtre, rotatifs et à marche continue, révolutionnent la fabrication du plâtre. Elle conduit à la normalisation des produits avec le dépôt en 1928 des marques Lutèce© pour le plâtre de construction et Molda© pour le plâtre de moulage.
En 1946, à l'instigation du Ministère de l’Urbanisme et de la Reconstruction, Lambert Frères & Cie, Poliet & Chausson et les Plâtrières Modernes de Grozon créent la société Placoplatre, destinée à développer la plaque de plâtre en France dans le cadre de la reconstruction du pays. En 1950, 700 tonnes de plâtre sortent chaque jour de l'usine de Cormeilles et 500 tonnes de celles de Vaujours. La carrière de Cormeilles est un exemple de la mécanisation. En 1972, La société Lambert Frères & Cie devient une Société anonyme, holding avec plusieurs filiales dont « Lambert Industries » qui en 1985 devient « Plâtres Lambert ». Au cours des décennies 1970-1980, Lambert est alors leader de l'industrie du plâtre avec 1/3 du marché français. Elle est à la pointe dans de nouveaux plâtres : les plâtres projetés et les plâtres allégés, ainsi que dans les carreaux de plâtre, mais subit aussi des revers avec la mise au point d'un plâtre d'extérieur et l’utilisation du phosphogypse.
En 1989, le groupe Lambert est racheté par le groupe Poliet qui en 1990 revend la filiale « Plâtres Lambert » au britannique BPB. L'activité de Plâtres Lambert est intégrée à Placoplatre, filiale française de BPB, puis en 2005 filiale du groupe français Saint-Gobain. Néanmoins, la marque « Plâtres Lambert » subsiste pour la commercialisation des plâtres de construction de la société Gyproc, filiale des activités « plâtre » de Saint-Gobain en Belgique.
Toujours exploitée par Placoplatre, avec 350 000 tonnes annuelles de gypse extrait, la carrière de Cormeilles a achevé son exploitation à ciel ouvert en 2017. L'exploitation de la première masse de gypse se poursuit dès lors en souterrain, sous la butte de Cormeilles. La plâtrière de Cormeilles, spécialisée dans la fabrication de plâtres de moulage et de carreaux de plâtre, est ainsi assurée de continuer pendant deux à trois décennies. Quant à l'usine de Vaujours, elle fut dès les années 1990 intégrée à celle de Placoplatre. Le site de Vaujours produit ainsi des plâtres de construction et des plaques de plâtre.